# Губарівська сільська рада
Губарі́вська сільська́ ра́да — адміністративно-територіальна одиниця та орган місцевого самоврядування в Богодухівському районі Харківської області. Адміністративний центр — село Губарівка.

## Загальні відомості
- Губарівська сільська рада утворена в 1918 році.
- Територія ради: 38,73 км²
- Населення ради: 1 456 осіб (станом на 2001 рік)

## Населені пункти
Сільській раді були підпорядковані населені пункти:
- с. Губарівка

## Склад ради
Рада складалася з 16 депутатів та голови.
- Голова ради: Каплунівська Юлія Миколаївна
- Секретар ради: Тризна Володимир Іванович

### Керівний склад попередніх скликань
| Прізвище, ім'я, по батькові  | Основні відомості                                                         | Дата обрання | Дата звільнення |
| ---------------------------- | ------------------------------------------------------------------------- | ------------ | --------------- |
| Руденко Парасковія Василівна | Сільський голова, 1958 року народження, член Народної партії              | 26.03.2006   | 26.12.2006      |
| Тризна Сергій Григорович     | Сільський голова, 1958 року народження, освіта вища, член Партії регіонів | 22.04.2007   | 31.10.2010      |
| Тризна Сергій Григорович     | Сільський голова, 1958 року народження, освіта вища, член Партії регіонів | 31.10.2010   | 15.11.2015      |
| Каплунівська Юлія Миколаївна | Сільський голова, 1976 року народження, освіта вища, безпартійна          | 15.11.2015   |                 |

Примітка: таблиця складена за даними сайту Верховної Ради України

### Депутати
За результатами місцевих виборів 2010 року депутатами ради стали:

#### За суб'єктами висування
| Суб'єкт висування                 | Кількість обраних депутатів | %   |
| --------------------------------- | --------------------------- | --- |
| Народна партія                    | 8                           | 50  |
| Партія регіонів                   | 4                           | 25  |
| Партія «Відродження»              | 1                           | 6,3 |
| Політична партія «Сильна Україна» | 1                           | 6,3 |
| Самовисування                     | 1                           | 6,3 |
| Соціалістична партія України      | 1                           | 6,3 |

#### За округами
| № округу                          | Прізвище, ім'я, по батькові      | Дата визнання обраним | Освіта  | Партійна приналежність                  | Відомості про обраного депутата                                |
| --------------------------------- | -------------------------------- | --------------------- | ------- | --------------------------------------- | -------------------------------------------------------------- |
| Народна Партія                    |                                  |                       |         |                                         |                                                                |
| 2                                 | Бігуняк Вадим Антонович          | 01.11.2010            | середня | член Народної партії                    | фермерське господарство «Промінь», водій                       |
| 3                                 | Дем'яненко Валентина Іванівна    | 01.11.2010            | середня | член Народної партії                    | ПП «Дем'яненко», приватний підприємець                         |
| 5                                 | Ткаченко Лариса Миколаївна       | 01.11.2010            | вища    | член Народної партії                    | ТОВ «Втормет», бухгалтер                                       |
| 6                                 | Татарчук Юлія Григорівна         | 01.11.2010            | вища    | член Народної партії                    | фермерське господарство «Промінь», економіст                   |
| 8                                 | Тризна Сергій Миколайович        | 01.11.2010            | середня | член Народної партії                    | фермерське господарство «Промінь», механізатор                 |
| 9                                 | Щербак Михайло Іванович          | 01.11.2010            | вища    | член Народної партії                    | фермерське господарство «Промінь», бригадир тракторної бригади |
| 12                                | Шерстюк Роман Михайлович         | 01.11.2010            | вища    | член Народної партії                    | фермерське господарство «Промінь», інженер з охорони праці     |
| 16                                | Татарчук Анатолій Степанович     | 01.11.2010            | вища    | член Народної партії                    | фермерське господарство «Промінь», управляючий                 |
| Партія «ВІДРОДЖЕННЯ»              |                                  |                       |         |                                         |                                                                |
| 4                                 | Козка Сергій Григорович          | 01.11.2010            | середня | член Партії «ВІДРОДЖЕННЯ»               | Смородинська дистанція колії, шляховий майстер                 |
| Партія регіонів                   |                                  |                       |         |                                         |                                                                |
| 1                                 | Каплунівська Юлія Миколаївна     | 01.11.2010            | середня | позапартійна                            | Губарівська сільська рада, секретар                            |
| 10                                | Кісіль Сергій Віталійович        | 01.11.2010            | вища    | член Партії регіонів                    | фермерське господарство «Світанок», механізатор                |
| 13                                | Дем'яненко Володимир Миколайович | 01.11.2010            | вища    | член Партії регіонів                    | фермерське господарство «Доля», механізатор                    |
| 15                                | Усик Володимир Віталійович       | 01.11.2010            | вища    | член Партії регіонів                    | тимчасово не працює                                            |
| Політична партія «Сильна Україна» |                                  |                       |         |                                         |                                                                |
| 7                                 | Кравченко Наталія Василівна      | 01.11.2010            | середня | член Політичної партії «Сильна Україна» | ПП «Кравченко», приватний підприємець                          |
| Соціалістична партія України      |                                  |                       |         |                                         |                                                                |
| 14                                | Савельєва Олександра Федорівна   | 01.11.2010            | вища    | позапартійна                            | Гутянська загальноосвітня школа І-ІІІ ст., вчитель             |
| Самовисування                     |                                  |                       |         |                                         |                                                                |
| 11                                | Вакуленко Олексій Іванович       | 01.11.2010            | середня | позапартійний                           | ТОВ «Гутянський елеватор», охоронець                           |